# バック・ロブレイ
バック・ロブレイ（Buck Robley、本名：Philip Thompson Robley、1945年1月19日 - 2013年5月28日）は、アメリカ合衆国のプロレスラー。インディアナ州インディアナポリス出身。
生年は1942年ともされる。リングネームの読みは「ロブリー」が原音に近いが、本項では日本で定着している表記を使用する。

## 来歴
アメリカ海兵隊でのレスリングのキャリアを背景に、1966年にミッドサウス（オクラホマ、ルイジアナ、ミシシッピ、アーカンソー）のNWAトライステート地区にてデビュー。当時はフィル・ロブレイ（Phil Robley）のリングネームを名乗り、1970年2月には日本プロレスに初来日。2月19日の三鷹市大会では外国人エース格のプリンス・イヤウケアと組んでジャイアント馬場&大木金太郎と対戦した。
1971年、交通事故で負傷したためにマネージャーに一時転身。その後もレスラー兼任のヒールのプレイング・マネージャーとなり、バック・ロブレイ（Buck Robley）と改名。トライステート地区ではブッカーも兼任し、若手時代のスタン・ハンセンとブルーザー・ブロディの面倒も見ていた。
以降もアマリロのNWAウエスタン・ステーツ・スポーツ（ザ・ファンクス主宰）やカンザスシティのセントラル・ステーツ・レスリング（ボブ・ガイゲル主宰）などに参戦しつつ、トライステート地区を主戦場に活動。1976年3月29日にはボブ・スローターと組み、ジェリー・ブラウンとバディ・ロバーツのハリウッド・ブロンズから同地区版のUSタッグ王座を奪取、ディック・マードック&テッド・デビアスともタイトルを争った。セントラル・ステーツ地区では1978年1月にミズーリ州セントジョセフとイリノイ州クインシーにおいて、ハーリー・レイスのNWA世界ヘビー級王座に連続挑戦している。10月7日にはダグ・ギルバートを破り、NWAセントラル・ステーツ・ヘビー級王座を獲得した。
1979年にNWAトライステートのエース兼重役だったビル・ワットが新団体MSWAを興すと、リング内外においてワットの腹心となって活躍。ベビーフェイスのポジションに転じて、同年11月12日にはワットとのコンビでマイク・ジョージ&ボブ・スウィータンを破り、2代目のミッドサウス・タッグ王者となる（同王座は1980年4月6日にもジャンクヤード・ドッグと組み、マイケル・ヘイズ&テリー・ゴディのファビュラス・フリーバーズから奪取している）。ブッカーとしても手腕を発揮して、MSWA初期の隆盛を支えた。この時期のロブレイは、"NOBODY CALLS ME YELLOW" と書かれた黄色のTシャツを着てリングに上がっていた（ "YELLOW" はアメリカの俗語では「臆病者」を意味する）。
プエルトリコのWWC転戦後の1981年10月、全日本プロレスの『ジャイアント・シリーズ』に来日。当時は全日本プロレスと新日本プロレスのレスリング・ウォーが激化しており、次シリーズの『'81世界最強タッグ決定リーグ戦』最終戦に新日本から引き抜かれたスタン・ハンセンが登場、ブロディとの再合体を果たした。過去の両者との関係から、この一件にはロブレイが関与していたともされている。
その後も全日本マットでブロディと行動を共にし、マネージャーとなって試合のセコンドも務めたが、ロブレイは実際にブロディのビジネス上のマネージメントを担当しており、全日本やプエルトリコへのブッキングも行っていた。ロブレイ本人も全日本からは厚遇され、1982年4月の『第10回チャンピオン・カーニバル』に出場した際は、ビル・ロビンソンをはじめ国際プロレスのエース外国人だったアレックス・スミルノフやモンゴリアン・ストンパーと引き分けるなど、一介の中堅外国人に止まらない扱いを受けた。また、カーニバル終了後に開幕した『グランド・チャンピオン・シリーズ』にもブロディのマネージャー役として残留参戦し、ブロディとジミー・スヌーカの仲間割れアングルにも一役買っている。
1983年はアラバマのサウスイースタン・チャンピオンシップ・レスリング、1984年はフロリダのチャンピオンシップ・レスリング・フロム・フロリダなどを転戦して、1985年からはサンアントニオのテキサス・オールスター・レスリングの運営にもブロディと共に参画。引退後はルイジアナ州ボージャーシティに居住していた。
2013年5月28日、アーカンソー州リトルロックにてうっ血性心不全のため死去。

## 得意技
- 腕パンチ

サポーターを付けた右前腕部で殴る打撃技。サポーターには板が仕込まれており厳密には反則だが、ロブレイのトレードマーク的な攻撃である。
- エルボー・ドロップ
- ダイビング・ニー・ドロップ

## 獲得タイトル
NWAトライステート / MSWA
- NWA USタッグ王座：2回（w / ボブ・スローター、ビル・ワット）[5]
- NWAルイジアナ・タッグ王座：1回（w / ビル・ワット）[16]
- ミッドサウス・タッグ王座：2回（w / ビル・ワット、ジャンクヤード・ドッグ）[9]

セントラル・ステーツ・レスリング
- NWAセントラル・ステーツ・ヘビー級王座：1回[7]
- NWAセントラル・ステーツTV王座：1回[17]
- NWA世界タッグ王座（セントラル・ステーツ版）：2回（w / クラッシャー・ブラックウェル、ブルー・ヤンキー）[18]

NWAウエスタン・ステーツ・スポーツ
- NWAウエスタン・ステーツ・タッグ王座：1回（w / ハンク・ジェームス）[19]

サウスイースタン・チャンピオンシップ・レスリング
- NWAアラバマ・ヘビー級王座：1回[11]

イースタン・スポーツ・アソシエーション
- インターナショナル・タッグ王座（マリタイムズ版）：1回（w / エリック・ポメロイ）[20]